# Rhyscotus rotundatus
Rhyscotus rotundatus is een pissebed uit de familie Rhyscotidae. De wetenschappelijke naam van de soort is voor het eerst geldig gepubliceerd in 1978 door Helmut Schmalfuss & Franco Ferrara.